# Richard Karwehl
Richard Karwehl (* 2. Mai 1885  in Uchte; † 2. August 1979 in Osnabrück) war ein evangelisch-lutherischer Pfarrer und Vertreter der dialektischen Theologie.

## Familie
Karwehl wurde in Uchte als Sohn des Pastors Friedrich Karwehl (1857–1902) geboren. Sein gleichaltriger oder ein Jahr jüngerer Bruder Hermann Karwehl (1885/1886–1979) wurde ebenfalls Pfarrer.

## Leben
Nach dem frühen Tod seines Vaters wuchs Krawehl in Lochtum auf und besuchte das Gymnasium in Goslar, wo er 1904 Abitur machte. Er studierte von 1904 bis 1908 Theologie an den Universitäten Tübingen, Berlin und Göttingen (1905–1907) und legte Ostern 1908 sein 1. Theologisches Examen in Hannover ab. 1908–1909 war er Lehrer für Deutsch und Religion in Gumperda bei Kahla/Thüringen. 1909/1910 absolvierte er seinen Militärdienst als Einjährig-Freiwilliger beim 1. Garde-Regiment zu Fuß in Potsdam. Nach dem Besuch des Predigerseminar in Loccum 1910–1912 war er Erzieher am Zivilwaisenhaus in Potsdam. Karwehl wurde 1913 ordiniert und war 1913/1914 Hilfsprediger (Pastor coll.) an der Bethlehemskirche in Hannover-Linden. Im Mai 1914 wurde er auf seine erste und einzige Pfarrstelle bei der St. Mariengemeinde in Osnabrück gewählt. Allerdings wurde er sofort als Feld- und später Divisionsprediger zum Ersten Weltkrieg einberufen, so dass er seinen Dienst erst im Januar 1919 antreten konnte. Sein Pfarrbezirk lag im Arbeiterviertel Schinkel, wo er in der neu gegründeten Paulusgemeinde der erste Pfarrer war. Karlwehl war 38 Jahre bis zu seiner Pensionierung 1956 Pfarrer an der in den 1920er Jahren errichteten Pauluskirche.

## Zeit des Nationalsozialismus und „Der Osnabrücker Kreis“
Der zunächst der liberalen Theologie nahestehende Karwehl hatte sich während seiner Hilfspredigerzeit dem religiösen Sozialismus angenähert. Unter dem Eindruck der Lektüre von Karl Barths erstem Römerbriefkommentar (1920) wandelte sich seine theologische Position zu der des schweizerischen Theologen, mit dem ihn dann ein langjährige Freundschaft verbinden sollte.
Schon 1931 hat er in der Schrift „Politisches Messiastum“ (In: Zwischen den Zeiten 9, 1931) hatte er die Unvereinbarkeit von Nationalsozialismus und christlicher Kirche festgestellt. Mit seiner Forderung, die Kirche solle „Rechtsanwalt der unterdrückten Volksschichten“ sein und „Distanz von den Klassengebundenheiten der bürgerlichen Gesellschaft“ wahren, repräsentierte er nur eine Minderheit in der hannoverschen Landeskirche.
Gleich nach der Machtergreifung fanden sich kritische Pastoren in Osnabrück zu einer Bekenntnisgemeinschaft zusammen. Sie ging hervor aus der Gruppe all jener Pastoren, die im April 1933 das „Osnabrücker Bekenntnis“ unterzeichnet hatten. In diesem später sogenannten „Osnabrücker Kreis“ spielte Karwehl die entscheidende Rolle. Im Osnabrücker Bekenntnis betonen die unterzeichnenden Pfarrer, dass die notwendige Neuordnung der Kirche „nicht durch den Staat erfolgen“ dürfe. Gleichzeitig heißt es: „Wir bekennen uns zum deutschen Volkstum als dem natürlichen Wurzelboden unseres Daseins“; ebenso findet sich der lutherische Standpunkt: „Zu den Aufgaben der Kirche gehört die Stärkung der Staatsgewalt“. Folgerichtig verweigerte er später zusammen mit nur sechs weiteren Pfarrern der hannoverschen Landeskirche den Treueid auf Hitler. Der „Osnabrücker Kreis“, einer zum Dahlemer Flügel der Bekennenden Kirche zählenden Gruppe, setzte sich seit 1935 mehr und mehr von der Bekenntnisgemeinschaft der hannoverschen Landeskirche ab. 1939 gründete der Osnabrücker Kreis eine „Hannoversche Pfarrbruderschaft“, um die Wirkung des Kampfes gegenüber dem zu Kompromissen mit dem Regime bereiten Landesbischof zu erhöhen. Nach Kriegsende betrieb Karwehl mit anderen den Rücktritt des belasteten Landesbischofs August Marahrens. Hierzu verfasste er 1945 die Schrift „Hannover Lutherisch am Scheidewege“. Der Nachlass von Karwehl ist im Landeskirchliches Archiv Hannover archiviert.

## Ehrungen (posthum)
- 1995 beschloss der Rat der Stadt Osnabrück auf Grund einer gemeinsamen Initiative von Rainer Eisfeld mit seinen theologischen Kollegen Horst Georg Pöhlmann und Reinhold Mokrosch, einen Platz vor der Osnabrücker Pauluskirche nach Karwehl zu benennen.

## Schriften (Auswahl)
- Richard Karwehls „Politisches Messiastum“. Zur Auseinandersetzung zwischen Kirche und Nationalsozialismus. In: Jahrbuch der Gesellschaft für Niedersächsische Kirchengeschichte, 90 (1992), 201–217.